# Melomys rubicola
Melomys rubicola är en däggdjursart som beskrevs av Thomas 1924. Melomys rubicola ingår i släktet Melomys och familjen råttdjur. IUCN kategoriserar arten globalt som akut hotad men den kan mycket väl vara utdöd. Inga underarter finns listade i Catalogue of Life.

## Beskrivning
Melomys rubicola är 148 till 165 mm lång (huvud och bål) och har en lika lång eller något längre svans är arten större än andra släktmedlemmar. Pälsen har på ovansidan en rödbrun färg och undersidan är täckt av ljusare päls. Svansens spets kan användas som gripverktyg. Liksom hos andra släktmedlemmar bildar svansens fjäll en mosaik och inga ringar.
Denna gnagare förekom, så vitt är känt, enbart på korallön Bramble Cay som ligger mellan Australien och Nya Guinea. Arten levde där i områden täckta av växtlighet, främst örtängar och i strandvegetation. Dess habitat på ön var bara 2,2 hektar stort. Arten är nattaktiv och på dagen vilar den i grävda håligheter i marken. Arten är mycket lik den närbesläktade Melomys capensis men skiljer sig åt på DNA-nivå och att rubicola har en grövre svans på grund av en annan fjällstruktur. 
Individerna är aktiva på natten och gömmer sig ofta i underjordiska bon eller under bråte. Olika exemplar sågs gnagande på örter och ägg från sköldpaddor vad som troligtvis utgör artens föda. Fortplantningen sker antagligen under årets kyliga månader (juli på södra jordklotet). Uppskattningsvis lever Melomys rubicola upp till två år.

## Status och namn
Arten har inte observerats sedan 2007, trots att den eftersökts av en grupp forskare. I juni 2016 tillkännagav forskare från Queensland's Department of Environment and Heritage Protection, och från University of Queensland att arten bedöms som utdöd och tillägger: "Detta utgör med stor sannolikhet det första kända fallet där ett däggdjur dör ut på grund av antropogen klimatförändring". Området på Bramble Cay där gnagaren förekom är idag ofta översvämmat på grund av höjd havsnivå vilket också lett till erosion. Dock tillägger forskarna att det finns en liten möjlighet att det kan finnas en sedan tidigare okänd population av arten i Papua Nya Guinea, i närheten av Fly rivers deltaområde och så länge inte denna plats är väl utforskad så bör Melomys rubicola av IUCN kategoriseras som "Förmodligen utdöd" (Possibly Extinct).
I viss svensk media har arten omskrivits under trivialnamnet mosaiksvansad råtta. Detta namn är inte officiellt utan ett försök till en översättning av ett synonymt engelskt trivialnamn, nämligen Bramble Cay mosaic-tailed rat.  
Artepitetet i det vetenskapliga namnet är sammansatt av den botaniska beteckningen Rubus (släkte med björnbär, hallon m.m.) och det latinska ordet colo (bosatt). Det syftar på fyndplatsen på ön Bramble Cay (engelska för björnbärs ö). Ön har däremot fått sitt namn av ett fartyg.